# 멜크 수도원 학교
멜크 수도원 학교(독일어: Stiftsgymnasium Melk)는 오스트리아 니더외스터라이히주 멜크에 위치한 가톨릭 학교이다. 1140년 멜크 수도원 부속 학교로 설립했으며 오스트리아에서 가장 오래된 학교이기도 하다.